# Albaniens ambassad i Stockholm
Albaniens ambassad i Stockholm (även Albanska ambassaden) är Albaniens diplomatiska representation i Sverige. Ambassaden är även sidoackrediterad till Finland, Island och Norge. Ambassadör sedan 2024 är Albana Dautllari. Diplomatkoden på beskickningens bilar är AB.

## Fastigheter
Ambassaden är belägen på Capellavägen 7 på Lidingö. Ambassaden upprättades 1972 och låg då på Sandhamnsgatan 38 på Gärdet. Mellan 1973 och 1991 var ambassaden belägen i fastigheten Tofslärkan 14 på Tyrgatan 3/3A på Östermalm.

## Beskickningschefer
| Namn                   | Period    | Funktion   | Anmärkning                     |
| ---------------------- | --------- | ---------- | ------------------------------ |
| Sami Baholli           | 1972–1973 | Ambassadör | Ackrediterad 29 maj 1972       |
| Bashkim Dino           | 1973–1979 | Ambassadör | Ackrediterad 24 oktober 1973   |
| Dhimiter Lamani        | 1979–1982 | Ambassadör | Ackrediterad 26 april 1979     |
| Izedin Hajdini         | 1982–1986 | Ambassadör | Ackrediterad 30 september 1982 |
| Shpetim Caushi         | 1986–1988 | Ambassadör | Ackrediterad 10 juni 1986      |
| Petrit Bushati         | 1988–1991 | Ambassadör | Ackrediterad 5 maj 1988        |
| Afrim Karagjozi        | 1992      | Ambassadör | Ackrediterad 6 februari 1992   |
| Bardhyl Hamit Kokalari | 1992–1994 | Ambassadör | Ackrediterad 2 oktober 1992    |
| Idriz Elmaz Konjari    | 1994–1998 | Ambassadör | Ackrediterad 7 oktober 1994    |
| Shahin H. Kadare       | 1998–2002 | Ambassadör | Ackrediterad 17 september 1998 |
| Shaban Murati          | 2002–2007 | Ambassadör | Ackrediterad 14 november 2002  |
| Ruhi Hado              | 2007–2013 | Ambassadör | Ackrediterad 26 september 2007 |
| Ilir Abdiu             | 2014–2018 | Ambassadör | Ackrediterad 18 november 2014  |
| Virgjil Kule           | 2018–2024 | Ambassadör | Ackrediterad 24 oktober 2018   |
| Albana Dautllari       | 2024–     | Ambassadör | Ackrediterad 21 mars 2024      |